# Carlo Tacchini
Carlo Tacchini (n. 25 ianuarie 1995, Verbania, Piemont, Italia) este un canoist ce a reprezentat Italia, medaliat olimpic. A participat la 2 ediții ale Jocurilor Olimpice (2016, 2024) în care a câștigat o medalie de argint.